# Eleocharis robusta
Eleocharis robusta là loài thực vật có hoa trong họ Cói. Loài này được (Boeckeler) H.E.Hess mô tả khoa học đầu tiên năm 1953.